# Dictys Cretensis

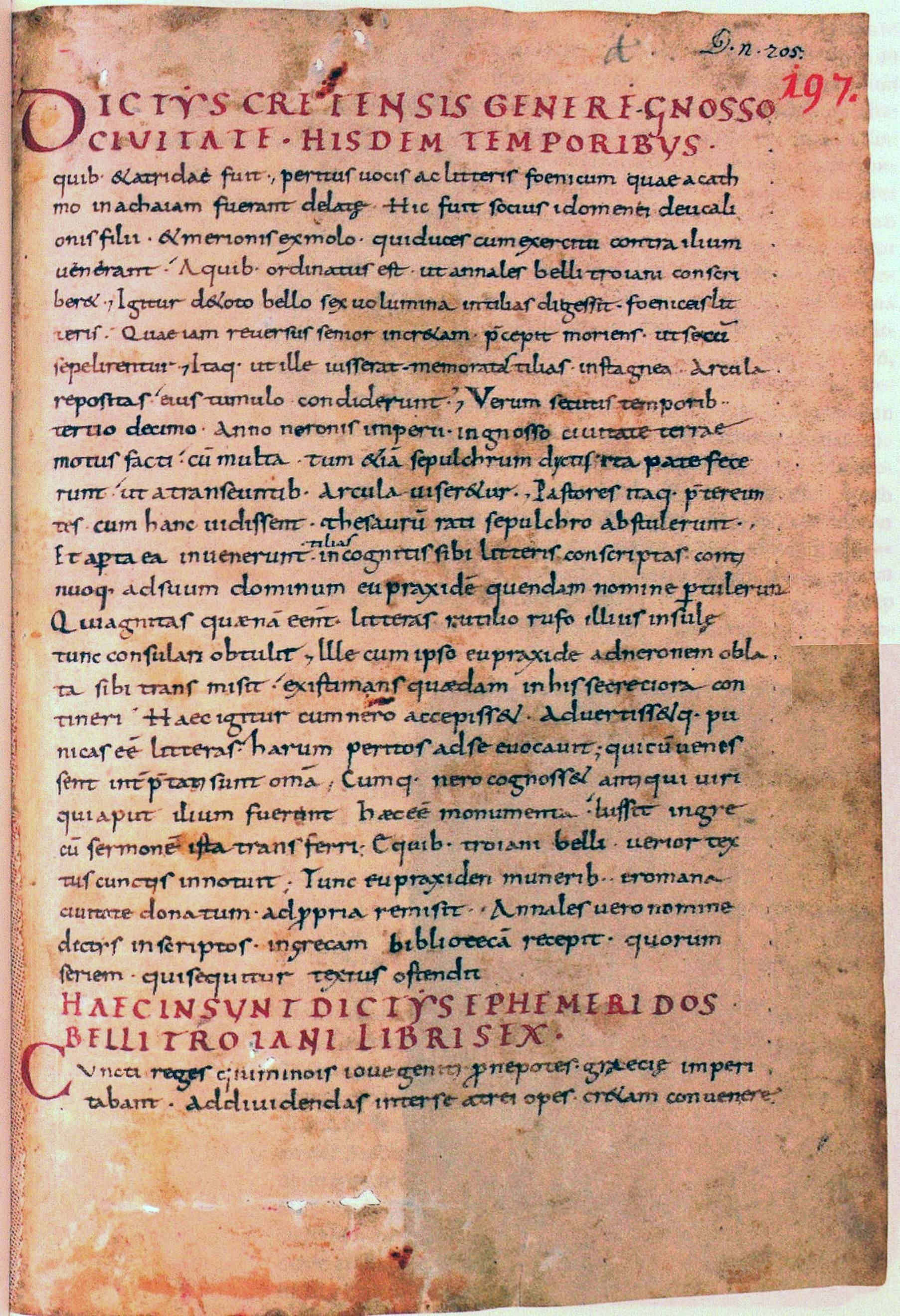
Der Anfang der Ephemeris belli Troiani in der Handschrift St. Gallen, Stiftsbibliothek, Cod. Sang. 197, Seite 1 (spätes 9. Jahrhundert)

Unter dem Pseudonym Dictys Cretensis wurde im 4. Jahrhundert die Ephemeris belli Troiani veröffentlicht, ein lateinischer Roman über den Trojanischen Krieg in sechs Büchern. Das Werk ist neben der als Gegenentwurf dazu zu verstehenden Bearbeitung des Themas durch Dares Phrygius von entscheidender Bedeutung für die Rezeption des Troja-Stoffes im Mittelalter und der frühen Neuzeit.

## Werk
Die Ephemeris belli Troiani beruht angeblich auf dem Augenzeugenbericht des Kreters Dictys, der auf griechischer Seite am Trojanischen Krieg teilnahm. Sie basiert auf einem griechischen Text aus dem ersten oder zweiten Jahrhundert, der bis auf zwei Papyrusfragmente verloren gegangen ist. Die später entstandenen Acta diurna belli Troiani des Dares Phrygius, dem zumindest die Bearbeitung des Dictys Cretensis bekannt war, beziehen sich ebenfalls darauf, zeigen den Krieg aber aus trojanischer Sicht.
Der fiktive Erzähler soll seinen König Idomeneus von Knossos nach Troja begleitet und einen pro-griechischen Bericht über die Belagerung und die Eroberung der Stadt verfasst haben. Angeblich wurde sein Manuskript um das Jahr 60 entdeckt und auf Befehl des römischen Kaisers Nero aus dem Phönizischen ins Lateinische übersetzt. Diese recht fantasievolle Geschichte über Entstehung und Auffindung des Werkes kann jedoch mit an Sicherheit grenzender Wahrscheinlichkeit ausgeschlossen werden.
Zwischen der Ephemeris und den älteren Werken der Ilias und des Epischen Kyklos bestehen einige gravierende Unterschiede. So wird auf göttliche Eingriffe völlig verzichtet. Auch wird die Liebe zwischen Achilleus und Polyxena, der Tochter des trojanischen Königs Priamos, in den Mittelpunkt gerückt. Auf diese Weise wird die Motivation für dessen Verhalten deutlicher als etwa in der Bearbeitung Homers, bei dem die psychologischen Hintergründe bei aller Charakterzeichnung etwas unklar bleiben.
Im 12. Jahrhundert wurde das Werk des Dictys Cretensis wiederentdeckt und in der Folgezeit neben dem Gegenentwurf des Dares Phrygius bis in die Neuzeit prägend für die Rezeption des Troja-Stoffes. Noch Goethe hat beim Entwurf einer Achilleis für die Handlung auf Dictys und Dares zurückgegriffen.

## Übertragungen
- Marcus Tatius („Tatius Alpinus“): Warhafftige Hiſtori vnd beſchreybung / von dem Troianiſchen krieg vnd zerſtörung der Stat Troie / Durch die hochgeachten Geſchichtſchreiber / Dictyn Cretenſem / vñ Darem Phrygium / Erſtlich in Griechiſcher ſprach beſchribē / darnach Latein / vñ yetzund newlich durch Marcum Tatium etc. Auß dē Latein ins Teütſch verwandelt / vormals nie geſehen / mit durchauß ſchoenen figuren gezieret. Haynrich Stayner, Augsburg 1536.

## Ausgaben
- Dictys Cretensis: Ephemeridos belli Troiani libri. Herausgegeben von Werner Eisenhut. Teubner, Stuttgart 1994, ISBN 3-8154-1301-X (Bibliotheca scriptorum Graecorum et Romanorum Teubneriana; Nachdruck der 2. Auflage von 1973).
- Dares aus Phrygien, Diktys von Kreta: Der Krieg gegen Troja. Wie er wirklich war. Aus dem Lateinischen von Wolfgang Hradsky. docupoint, Magdeburg 2005, ISBN 3-938142-61-8.
- Dictys und Dares: Krieg um Troja. Lateinisch und deutsch. Herausgegeben von Kai Brodersen. De Gruyter, Berlin 2019, ISBN 978-3-11-062013-9 (Sammlung Tusculum).